# Club Deportivo Cuenca
O Club Deportivo Cuenca é um clube de futebol, sediado na cidade equatoriana de Cuenca fundado em 1971 e que disputa atualmente a Série A do Campeonato Equatoriano de Futebol. 
Manda seus jogos no Estádio Alejandro Serrano Aguilar, com capacidade para 16.500 pessoas, sendo um dos 8 clubes que já foram campeões do Equador, com 1 título e 5 vice campeonatos, sendo o sexto clube na classificação histórica desse país.

## História
Após ficarem entusiasmados com a Copa do Mundo de 1970, no México, os cuencanos sentiram a necessidade de contar com uma equipe de futebol que jogasse a Primeira Divisão equatoriana.
Encabeçados pelo prefeito da época, doutor Alejandro Serrano Aguilar, e um grupo de amigos (entre eles Polibio Vázquez Astudillo e Alfredo Peña Calderón), os cuencanos empreenderam uma série de gestões para arrecadar fundos, realizar os trâmites legais e, desta maneira, formar um time profissional, reconhecido pela Federação Equatoriana de Futebol.
O Club Deportivo Cuenca foi legalmente fundado em 24 de março de 1971, há apenas um mês do início do campeonato nacional. Seu primeiro técnico foi o argentino Carlos Alberto Raffo e seu goleiro Rodolfo Piazza, a primeira contratação estrangeira.
Para o ano de 1972, viria o argentino Angel Luis Liciardi, o maior artilheiro da história do Deportivo Cuenca.

## Títulos

### Nacionais
- Campeonato Equatoriano: 1 (2004)
- Campeonato Equatoriano da 2.ª Divisão: 2 (1972-E2 e 1995)

### Campanhas de destaques
- Vice-campeonato Equatoriano: 5 (1975, 1976, 2005, 2007 e 2009)
- Vice-campeonato Equatoriano da 2.ª Divisão: 2 (1980 e 2001)